# Stephen Dwoskin
Stephen Dwoskin (15 de enero de 1939 – 28 de junio de 2012) fue un cineasta experimental de nacionalidad estadounidense, cuyo trabajo tuvo un efecto decisivo en los teóricos del cine británico de principios de los años 1970. Sus filmes se conservan en el British Film Institute, siendo distribuidos por la compañía LUX. La Universidad de Reading conserva un archivo sobre el cineasta.

## Biografía
Nacido en el barrio de Brooklyn, en Nueva York, contrajo poliomielitis a los nueve años de edad, enfermedad que exigió una penosa rehabilitación durante la cual hubo de pasar períodos en un pulmón de acero, además de ser sometido a trasplantes musculares y aprender a caminar con muletas. En total pasó cuatro años en un hospital antes de ser dado de alta. Dwoskin usó muletas durante gran parte de su vida, viéndose con su movilidad progresivamente restringida hasta necesitar utilizar una silla de ruedas.
Se formó en la Parsons The New School for Design, siendo sus profesores Willem de Kooning y Josef Albers, y en la Universidad de Nueva York. Después de trabajar como diseñador gráfico y director artístico para CBS y Epic Records, rodó en 1961 dos cortos, Asleep y American Dream, pasando a formar parte del mundo bohemio de los cineastas 'underground' de la ciudad de Nueva York. En 1964 obtuvo una beca del Programa Fulbright que utilizó para mudarse a Londres, ciudad en la cual permaneció hasta su muerte.
Dwoskin llegó a ser una figura de la vanguardia cinematográfica británica, y fue a cofundador de London Film-Makers' Co-op.
Escribió dos libros: Film Is... en 1975, acerca del cine Libre Internacional (publicado por Peter Owen en el Reino Unido y por Overlook Press en los Estados Unidos) y Ha Ha! en 1993 (publicado por The Smith, Nueva York, 1993)
En 1967 y 1968 ganó el Premio Solvey en el Festival de Cine Experimental Knokke, en Bélgica, por una serie de cortos que ayudaron a reafirmar su reputación. Sus filmes fueron proyectados en diferentes festivales, en Cannes, Berlín, Róterdam, Toronto, Locarno, Pesaro, Mannheim, Oberhausen, Sídney, Melbourne, Hamburgo, San Francisco, Turín, Riga, Madrid, Barcelona, y Benalmádena, entre otros lugares. En 2009, el BFI Southbank en Londres presentó una temporada de su trabajo.
Dwoskin también rodó documentales: Tod und Teufel, Behindert, Pain Is..., Age is..., "Ballet Black" y Face of Our Fear. Face of our Fear, una cinta que trataba sobre la discapacidad, fue encargada por el Channel 4 , y emitido en 1992.
Entre sus premios figuran el L'Âge d'or, del festival de Cine de Bruselas de 1982, el prestigioso DAAD Fellowship de Berlín en 1974, y el Rockefeller Media Fellowship en 1994.
Fue también un respetado profesor y conferenciante, trabajando en el London College of Printing y el Royal College of Art, en Londres; en el San Francisco Art Institute y la Universidad Estatal de San Francisco, en Estados Unidos; en la Universidad de Ginebra y en la Escuela Superior de Arte Visual, en Suiza.
Retrospectivas de su trabajo se llevaron a cabo en Nueva York, Londres, Madrid, Barcelona, París, Bruselas, San Francisco, Ginebra, Lucerna, Digne-les-Bains, Berlín, Marsella (1995), Bilbao (1996), Estrasburgo (2002), París/Pantin (2004), Róterdam (2006), Lucca (2006), Bruselas (2006), Lussas (2008), Londres (2009), y Berlín (2009).
En Londres ha sido representado su trabajo por la galería Vilma Gold.
Stephen Dwoskin falleció en el año 2012 en Londres, Inglaterra, a causa de un fallo cardiaco.

## Filmografía
- 1961 : Asleep
- 1961 : American Dream
- 1964 : Naissant
- 1964 : Chinese Checkers
- 1964 : Alone
- 1967 : Soliloquy
- 1967 : Me Myself and I
- 1968 : Take Me
- 1968 : Moment (1968)
- 1969 : Trixi
- 1970 : To Tea
- 1970 : C-Film
- 1971 : Times For
- 1971 : Dirty
- 1972 : Jesus' Blood (Never Failed Me Yet)
- 1972 : Dyn Amo
- 1973 : Tod und Teufel
- 1974 : Behindert
- 1975 : Laboured Party
- 1975 : Just Waiting
- 1975 : Girl
- 1976 : Kleiner Vogel
- 1976 : Central Bazaar
- 1977 : Silent Cry
- 1981 : Outside In
- 1983 : Shadow from Light
- 1986 : Ballet Black
- 1988 : Further and Particular
- 1990 : The Spirit of Brendan Behan
- 1990 : Face Anthea
- 1992 : Face of Our Fear
- 1994 : Trying to Kiss the Moon
- 1997 : Pain Is...
- 1991-2000 : Video Letter (con Robert Kramer)
- 2001 : Intoxicated By My Illness
- 2002 : Another Time
- 2002 : Some Friends (apart)
- 2003 : Dear Frances (In Memorium)
- 2003 : Dad
- 2003 : Lost Dream
- 2003 : Grandpere's Pear
- 2004 : Visitors
- 2005 : Oblivion
- 2006-2007 : Nightshotw 1,2,3
- 2007 : The Sun and the Moon
- 2007 : Phone Strip
- 2007 : Phone Portrait
- 2008 : Mom
- 2008 : Ascolta!
- 2009 : Dream House
- 2012 : Age Is...